# Punta Redona - Arenal d'en Castell
Punta Redona - Arenal d'en Castell este o arie protejată (arie specială de conservare — SAC, sit de importanță comunitară — SCI) din Spania întinsă pe o suprafață de 1.003,93 ha, integral pe uscat.

## Localizare
Centrul sitului Punta Redona - Arenal d'en Castell este situat la coordonatele 40°02′25″N 4°11′02″E / 40.0403°N 4.184°E.

## Înființare
Situl Punta Redona - Arenal d'en Castell a fost declarat sit de importanță comunitară în aprilie 2004 pentru a proteja 2 specii de plante și 9 specii de animale. Situl a fost protejat și ca arie specială de conservare în august 2021.

## Biodiversitate
Situată în ecoregiunile marină mediteraneană și mediteraneană, aria protejată conține 6 habitate naturale: Pășuni mediteraneene udate de apa mării (Juncetalia maritimi), Formațiuni scunde de Euphorbia în apropierea falezelor, Golfuri mici largi și golfuri puțin adânci, Dune mobile de-a lungul țărmului cu Ammophila arenaria („dune albe”), Phrygana endemică cu Euphorbio-Verbascion, Straturi cu Posidonia (Posidonion oceanicae).
La baza desemnării sitului se află mai multe specii protejate:
- plante (2): Anthyllis hystrix, Daphne rodriguezii
- păsări (7): pescăruș albastru (Alcedo atthis), chirighiță neagră (Chlidonias niger), egretă mică (Egretta garzetta), Galerida theklae, Larus genei, chiră de mare (Sterna sandvicensis), fluierar de mlaștină (Tringa glareola)
- mamifere (1): delfin mare (Tursiops truncatus)
- reptile (1): Caretta caretta

Pe lângă speciile protejate, pe teritoriul sitului au mai fost identificate 9 specii de plante.